# Lilltjärnen (Edefors socken, Norrbotten, 735075-171488)
Lilltjärnen är en sjö i Bodens kommun i Norrbotten och ingår i Luleälvens huvudavrinningsområde.